# Бернацкая, Наталья Илларионовна
Наталья Илларионовна Бернацкая (Севостьянова) (укр. Наталія Іларіонівна Бернацька (Севостьянова), род. 23 апреля 1986) — секретарь Центральной избирательной комиссии Украины (2018—2019), первый заместитель Министра юстиции Украины (с 14.01.2015 по 20.09.2018), правительственный уполномоченный по делам Европейского суда по правам человека (2014—2015).

## Биография
В 2008 году окончила «Одесскую юридическую академию», в 2011 году окончила аспирантуру, получила научную степень кандидата юридических наук. В 2018 году получила степень доктора юридических наук.
В 2010—2014 годах ассистент, доцент кафедры международного права и международных отношений «Одесской юридической академии» → преподавала спецкурсы: «Международно-правовая защита прав человека» и «Международное правосудие», работала консультантом «Центра международного права и правосудия» по подготовке жалоб в ЕСПЧ. Автор монографии «Обращение в Европейский суд по правам человека как реализация права на правосудие» и пособия по юрисдикции и ключевым прецедентам Европейского суда по правам человека.
В 2013—2014 годах работала адвокатом Одесской коллегии адвокатов и на общественных началах помощником народного депутата Верховной рады Украины Мустафы Джемилева. Сотрудничала в совместных проектах с Украинским Хельсинкским союзом по правам человека, научным консультантом и разработчиком нормативно-правовых документов о присоединении Украины к Декларации ООН о правах коренных народов, участвовала в экспертной деятельности проектов резолюций Парламентской Ассамблеи Совета Европы.
В 2014—2015 годах назначена правительственным уполномоченный по делам Европейского суда по правам человека.
В 2015—2018 годах первый заместитель Министра юстиции Украины (Павла Петренко).
Заслуженный юрист Украины, владеет украинским↔русским, английским языками.
В 2016 году Наталью Севостьянову в Верховной Раде называли одним из возможных кандидатов на должность Генерального прокурора Украины.
20 сентября 2018 года была назначена на должность Члена Центральной избирательной комиссии Украины. 5 октября 2018 года была избрана на должность секретаря Центральной избирательной комиссии Украины.
Замужем за Русланом Бернацким (род.1973) — управляющим партнером международной юридической компании «Integrites».